# 黃宗焜
黃宗焜（1910年7月2日—1997年），中華民國政治人物，曾任臺灣省臨時省議會第一、二屆議員，及嘉義縣第三、四屆縣長，後代表中國國民黨在嘉義縣選舉區當選為第四屆台灣省議員，又在台灣省第二選區（彰化縣以南及澎湖、臺東、花蓮三縣）當選為第一屆增選立法委員。